# Semnolius
Semnolius Simon, 1902 è un genere di ragni appartenente alla Famiglia Salticidae.

## Distribuzione
Le tre specie oggi note di questo genere sono endemiche, due dell'Argentina e una del Brasile.

## Tassonomia
A dicembre 2010, si compone di tre specie:
- Semnolius albofasciatus Mello-Leitão, 1941 — Argentina
- Semnolius brunneus Mello-Leitão, 1945 — Argentina
- Semnolius chrysotrichus Simon, 1902[2] — Brasile